# Bibcode
Существует шаблон Википедии, предназначенный для ссылок по идентификатору bibcode, см. {{bibcode}}.
Bibcode — идентификатор, используемый многими астрономическими базами данных и каталогами для ссылок на литературу. Bibcode был разработан для использования в SIMBAD и базе данных о внегалактических объектах NASA/IPAC Extragalactic Database (NED), но в настоящее время используется более широко, например, в ADS (Астрофизическая информационная система НАСА). Код состоит ровно из 19 символов и имеет форму
где YYYY — 4 цифры года публикации, JJJJJ — код журнала/монографии/сборника. В случае ссылки на журнал, VVVV — номер тома, M означает буквенный индекс раздела журнала (например, L для секции Letters), PPPP — номер начальной страницы, A — первая буква фамилии первого автора. Точки (.) используются для заполнения неиспользуемых полей, чтобы длина каждого поля всегда была равна вышеуказанной; точки добавляются справа для кода JJJJJ и слева для номера тома и страницы. Ниже показаны примеры кода:
| Bibcode             |  | Ссылка |
| 1974AJ.....79..819H |  | Heintz, W. D. Astrometric study of four visual binaries (англ.) // The Astronomical Journal : journal. — IOP Publishing, 1974. — Vol. 79. — P. 819—825. — doi:10.1086/111614. — .                                                                       |
| 1924MNRAS..84..308E |  | Eddington, A. S. On the relation between the masses and luminosities of the stars (англ.) // Monthly Notices of the Royal Astronomical Society : journal. — Oxford University Press, 1924. — Vol. 84. — P. 308—332. — .                                 |
| 1970ApJ...161L..77K |  | Kemp, J. C.; Swedlund, J. B.; Landstreet, J. D.; Angel, J. R. P. Discovery of circularly polarized light from a white dwarf (англ.) // The Astrophysical Journal : journal. — IOP Publishing, 1970. — Vol. 161. — P. L77—L79. — doi:10.1086/180574. — . |